# Гордон, Умберто
Умберто Альфредо Гильермо Гордон Рубио (исп. Humberto Alfredo Guillermo Gordon Rubio; 21 сентября 1927, Вальпараисо — 15 июня 2000, Сантьяго) — чилийский генерал и государственный деятель при правлении Аугусто Пиночета. Член Правительственной хунты в 1987—1988. Ранее, с 1980 по 1986 — директор тайной полиции Национальный центр информации. После восстановления демократии привлекался по обвинению в убийствах, но скончался до приговора.

## Военный консерватор
Родился в семье высокопоставленного военного. В 1943 окончил Военное училище имени Бернардо О’Хиггинса. По военной специальности — офицер сухопутных войск. Служил в горнострелковых полках. В 1969 подполковник Гордон — адъютант президента Чили Эдуардо Фрея Монтальвы. В 1970—1973 — заместитель начальника разведывательного управления генштаба, с 1972 — полковник.
Политически Умберто Гордон придерживался национал-консервативных антикоммунистических взглядов. Ориентировался на правое крыло Христианско-демократической партии. Он негативно относился к левому правительству Народного единства и президенту-социалисту Сальвадору Альенде. Решительно поддержал военный переворот 11 сентября 1973.
Первые годы военной диктатуры Умберто Гордон продолжал службу в сухопутных войсках. В 1977 получил звание бригадного генерала, с 1978 — генерал-майор. Принадлежал к близкому окружению председателя Правительственной хунты генерала Аугусто Пиночета.

## Директор СЕНИ
23 июля 1980 Пиночет назначил Умберто Гордона директором тайной полиции режима — Национального центра информации (СЕНИ). В 1982 Гордон произведён в генерал-лейтенанты. Пиночету импонировали военный профессионализм Гордона, его безукоризненная дисциплина и повиновение начальству, холодное спокойствие при исполнении любого приказа. После яростного и амбициозного Мануэля Контрераса, эмоционального и импульсивного Одланьера Мены такой руководитель спецслужбы представлялся оптимальным.
Важной вехой в истории пиночетовской спецслужбе стало ограбление в Каламе 9 марта 1981: офицеры СЕНИ Габриэль Эрнандес Андерсон и Эдуардо Вильянуэва Маркес ограбили банк, похитили 45 миллионов песо (около 1 миллиона долларов) и убили двух служащих. Умберто Гордон объективно провёл внутреннее служебное расследование. Преступники были арестованы полицией, осуждены и приговорены к смертной казни. Выяснилось также существование своеобразной «оппозиции в СЕНИ» — группы сторонников отставленного Контрераса. Лидер этой группы майор Хуан Дельмас Рамирес приказал ограбить банк, чтобы использовать средства на инициативные спецоперации. Эрнандес Андерсон и Вильянуэва Маркес были расстреляны по приговору, Дельмас Рамирес найден мёртвым в Атакаме. «Фронда контрерасистов» была подавлена, приняты жёсткие дисциплинарные меры. В то же время активизировалась репрессивная деятельность СЕНИ — дабы не возникала сомнений в решительности властей.
Под руководством Умберто Гордона в СЕНИ было создано ключевое Антидиверсионное управление, укреплены оперативные службы, создана бригада спецназа, налажена эффективная координация с армейской разведкой ДИНЕ. Ведущим сотрудником СЕНИ являлся майор Альваро Корбалан, фактический заместитель Гордона по оперативной части.
Умберто Гордон возглавлял пиночетовскую спецслужбу в течение шести лет, дольше чем любой из двух его предшественников и трёх преемников. СЕНИ являлся карательным органом военной диктатуры, и этим определялся характер деятельности директора. В то же время Гордон постоянно говорил о строгом соблюдении законности, о суровых наказаниях за злоупотребления властью, призывал «стремиться к добру, поскольку легче быть хорошим, чем плохим».
На период руководства Гордона пришлись жёсткие репрессивные акции, в том числе тайные убийства. В 1982 погибли популярный профсоюзный лидер Тукапель Хименес и бывший президент Эдуардо Фрей Монтальва — оба первоначально поддерживали хунту, но перешли в оппозицию. В 1983 убит плотник Хуан Алегриа Мундака — его рассчитывали представить убийцей Хименеса. В 1984 арестован и умер под пытками оппозиционный профсоюзный активист Марио Фернандес Лопес.
Главные удары СЕНИ наносились по боевым организациям MIR, FPMR и КПЧ. В августе 1986 в городе Каррисаль-Бахо (провинция Уаско) сотрудники СЕНИ перехватили крупный груз оружия, направленного с Кубы для FPMR. В результате спецопераций СЕНИ 8 сентября 1986 — на следующий день после неудачного покушения на президента Пиночета — были убиты активисты MIR Хосе Карраско Тапиа и Гастон Видауррасага Манрикес. Впоследствии утверждалось, что за годы руководства Гордона были убиты в общей сложности до 80 человек, произвольным арестам, похищениям и пыткам подверглись 500 человек. Все они были противниками режима, часть из них принадлежала к вооружённому антипиночетовскому подполью.
Несмотря на непримиримый антикоммунизм, генерал Гордон имел взаимовыгодный деловой контакт с функционерами КПЧ Хосе Санфуэнтесом и Гильермо Шерпингом. Причина состояла в жёсткой служебной конкуренции между СЕНИ и Корпусом карабинеров, во главе которого стоял влиятельный член хунты генерал Сесар Мендоса. 29 марта 1985 карабинеры убили коммунистов Хуана Мануэля Параду, Мангуэля Герреро и Сантьяго Наттино. Власти посчитали тройное убийство немотивированным. В возникшем скандале генерал Мендоса пытался переложить ответственность на СЕНИ. Генерал Гордон, пользуясь возможностями спецслужбы, встретился с Санфуэнтесом и Шерпингом. Полученная от коммунистов информация позволила изобличить карабинеров и принудить Мендосу к отставке (что было выгодно также и для КПЧ).
Директор санкционировал участие СЕНИ в крайне правом политическом проекте. В 1983 была создана организация, впоследствии партия Национальный аванпост (AN) — объединение радикальных сторонников Пиночета. Активную роль в AN играл майор Корбалан. Офицеры СЕНИ инструктировали партийных боевиков Los Barbudos. По личному поручению президента Пиночета генерал Гордон был одним из главных организаторов празднования «десятилетия национального освобождения» — общенациональных торжеств в юбилей событий 1973 года, проведённых 9 сентября 1983.

## Член хунты
11 декабря 1986 Умберто Гордон оставил пост директора СЕНИ (его преемником стал генерал Уго Салас Венцель). Пиночет решил повысить Гордона в должности и статусе. С 1 января 1987 генерал Гордон вошёл в состав Правительственной хунты. В главном законодательном органе Чили он представлял сухопутные войска (сменил в этом качестве генерала Хулио Канессу Роберта).
Это был период либерализации режима, что отразилось и на политике Умберто Гордона. Он безоговорочно поддерживал Пиночета, но демонстрировал политическую открытость, готовность к преобразованиям. Участвовал в пресс-конференциях, откровенно отвечал на журналистские вопросы, принимал делегацию профсоюза ANEF, во главе которого много лет стоял убитый Тукапель Хименес. Сенсацией стала публичная встреча и конструктивные переговоры Гордона с представителями КПЧ. В апреле 1987 Гордон встретился с Папой Римским Иоанном Павлом II.
Генерал Гордон активно агитировал перед общенациональным референдумом за продление президентских полномочий Пиночета. Однако при голосовании 5 октября 1988 большинство чилийских избирателей проголосовали «Нет». Начался процесс демонтажа военного режима и восстановления демократии в Чили. Показательно, что именно с Гордоном консультировались американские дипломаты о реакции Пиночета на поражение и его дальнейших намерениях. 29 ноября 1988 Умберто Гордон вышел из Правительственной хунты (его сменил генерал Сантьяго Синклер).

## Обвинение и смерть
С 1990 Умберто Гордон оформил отставку с военной службы и жил частной жизнью в Сантьяго. Он всячески уходил от публичности, общался только с семьёй и старыми друзьями, избегал даже фотографироваться на дружеских встречах. Много времени проводил в католических храмах, беседах со священниками, религиозных размышлениях. С прессой контактировал редко, но если давал интервью, то подчёркивал свою верность Пиночету, всецело одобрял его политику, категорически отрицал обвинения в адрес СЕНИ, осуждал разжигание ненависти к деятелям хунты.
15 сентября 1999 Умберто Гордон был арестован. Ему предъявили обвинения в убийствах Тукапеля Хименеса, Хосе Карраско Тапиа, Гастона Видаурассаги Манрикеса и левого активиста Авраама Мускатблита Эйдельштейна. По состоянию здоровья Гордон содержался в военном госпитале. Арест Гордона вызвал серьёзное недовольство в чилийской армии и консервативных кругах чилийского общества: отставной генерал сохранял позитивную репутацию и авторитет.
Умберто Гордон не предстал перед судом — вскоре после ареста он скончался от инфаркта в возрасте 72 лет. (В тот же день, 15 июня 2000, умерла Хайди Фуэнтес Салинас, вдова Тукапеля Хименеса — что было отмечено прессой как драматичное совпадение.) Незадолго до смерти Гордон опубликовал заявление, в котором подчёркивал, что все операции Национального центра информации проводились по его приказу. В то же время он до конца жизни не признал своей причастности к убийству Тукапеля Хименеса, называл «ужасным преступлением», убеждал вдову в своей невиновности.